# Ayamarcay

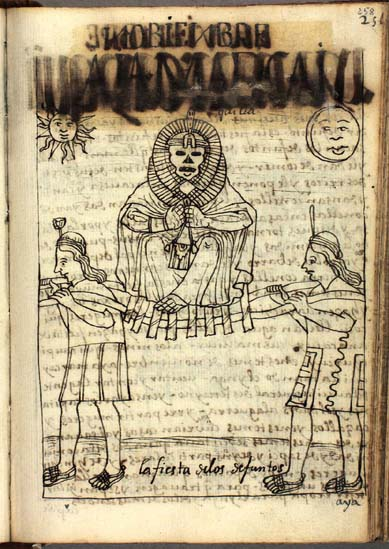
Ayamarcay Quilla, undécimo mes del calendario inca, según Guaman Poma.

El Aya Marcay Quilla (en quechua, Aya Marqay Killa) corresponde al undécimo mes del calendario inca.
Se celebraba la fiesta solemne de conmemoración de los difuntos con llantos, cantos fúnebres y música plañidera. Se solía visitar las tumbas de los parientes, dejándoles alimentos y bebidas. Coincide con la fiesta católica de los difuntos (2 de noviembre).
En esta época, los olleros fabricaban las grandes botijas para la chicha, y en cada casa se preparaba en abundancia esta bebida dejándola fermentar para el mes.
El Aya Marcay –mes de 'Levantar a los muertos' o "abrazar a los muertos" en quechua– coincide con la costumbre europea de “Todos los Fieles Difuntos” celebrada por la Iglesia católica el 2 de noviembre de cada año.